# Unione Sportiva Anconitana 1946-1947
Questa pagina raccoglie i dati riguardanti l'Unione Sportiva Anconitana nelle competizioni ufficiali della stagione 1946-1947.

## Rosa
| N. |                   | Ruolo | Calciatore         |
| -- | ----------------- | ----- | ------------------ |
|    | Italia (bandiera) | D     | Sergio Baldoni     |
|    | Italia (bandiera) | A     | F. Bartalini       |
|    | Italia (bandiera) | P     | A. Bevilacqua      |
|    | Italia (bandiera) | A     | S. Bianchelli      |
|    | Italia (bandiera) | C     | Andrea Casagrande  |
|    | Italia (bandiera) | C     | Giuseppe Casati    |
|    | Italia (bandiera) | C     | Astorre Cattabrini |
|    | Italia (bandiera) | P     | Araldo Collesi     |
|    | Italia (bandiera) | C     | José Compagnucci   |
|    | Italia (bandiera) | A     | Emilio Conti       |
|    | Italia (bandiera) | A     | Giovanni Costanzo  |
|    | Italia (bandiera) | D     | Ettore Farina      |

| N. |                   | Ruolo | Calciatore          |
| -- | ----------------- | ----- | ------------------- |
|    | Italia (bandiera) | A     | Ettore Fiordelmondo |
|    | Italia (bandiera) | A     | Giuliano Giaccaglia |
|    | Italia (bandiera) | A     | Livio Maccarino     |
|    | Italia (bandiera) | C     | Emiliano Miecchi    |
|    | Italia (bandiera) | A     | Dante Nardi         |
|    | Italia (bandiera) | A     | Padovani            |
|    | Italia (bandiera) | A     | Carlo Redaelli      |
|    | Italia (bandiera) | A     | Rolando Rossi       |
|    | Italia (bandiera) | D     | Vincenzo Monaldi    |
|    | Italia (bandiera) | D     | Ferruccio Ratti     |
|    | Italia (bandiera) | C     | Amilcare Trevisani  |
|    | Italia (bandiera) | C     | Giuseppe Varoli     |